# 吕斯-拉克鲁瓦欧特
吕斯-拉克鲁瓦欧特（法語：Lus-la-Croix-Haute）是法国德龙省的一个市镇，位于该省东部，属于迪区。该市镇总面积87.2平方公里，2009年时的人口为507人。

## 人口
吕斯-拉克鲁瓦欧特人口变化图示